# La Femme en spirale
Pour plus de détails, voir Fiche technique et Distribution.
La Femme en spirale est un film français, réalisé par Jean-François Davy, sorti en 1984.

## Fiche technique
- Titre : La Femme en spirale
- Réalisation : Jean-François Davy
- Scénario : Jean-François Davy
- Musique : Daniel Longuein
- Photographie : Philippe Théaudière
- Montage : Annie Lemesle
- Pays d’origine :  France
- Producteur : Jean-François Davy
- Production : Fil à Film, Zoom 24
- Langues : français
- Format : Couleur — 35 mm — son monophonique
- Genre : érotique
- Durée : 85 minutes
- Date de sortie :
  - France : 1984
- Classification :
  - France : interdit aux moins de 16 ans[1]

## Distribution
- Hélène Shirley : Charlotte
- Piotr Stanislas : Le petit ami de Charlotte
- Olinka Hardiman : Pascale Miller
- Alban Ceray : Simon
- Rita Maiden : La mère de Charlotte
- Marianne Aubert
- Paul Bejha
- Kathy Foulon
- Michel Caputo
- Antoine Nouel

## Autour du film
Ce film est quasiment inédit et très à part dans la filmographie de Jean-François Davy. Certes, on y retrouve certains des thèmes chers au cinéaste : les questions concernant le couple, la relation érotique ou la manière de filmer le sexe, sont bien présents dans la Femme En Spirale. Mais Jean-François Davy qualifie lui-même ce film surprenant d'OVNI cinématographique.